# 大切にするからね
「大切にするからね」は、風味堂の11枚目のシングル。発売日は2009年1月21日。発売元はビクターエンタテインメント。

## 解説
12枚目の「メリークリスマス、、、。」以来、約1年ぶりのシングル。TBS系列「久米宏のテレビってヤツは!?」の1-3月エンディングテーマとなっている。

## 収録曲
1. 大切にするからね
  - 作詞・作曲：渡和久／編曲：森俊之
  - 「久米宏のテレビってヤツは!?」1-3月エンディングテーマ。
2. おやすみベイビー
  - 作詞・作曲：渡和久／編曲：島健
  - Theショートフィルムズ「みんな、はじめはコドモだった」主題歌
3. Sunshine Blue Sky
  - 作詞・作曲：渡和久／編曲：風味堂